# Jeff Kinney

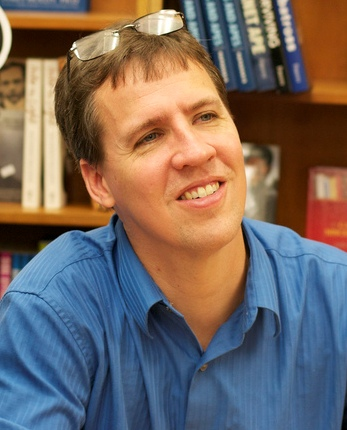
Jeff Kinney, 2011

Jeffrey Patrick „Jeff“ Kinney (* 19. Februar 1971 in Fort Washington, Maryland, USA) ist ein US-amerikanischer Gamedesigner und Kinderbuchautor. Er schrieb die Buchreihe Diary of a Wimpy Kid, auf Deutsch Gregs Tagebuch, und Ruperts Tagebuch, die in der äußeren Form des Tagebuchs eines Kindes aus Texten und Comiczeichnungen bestehen.

## Leben
Jeff Kinney besuchte die Bishop McNamara High School in Forestville, Maryland, und wuchs nicht weit von der Crossland High School in Fort Washington in einer bildungsbürgerlichen Familie mit zwei Brüdern und einer Schwester auf. Er studierte zunächst Informatik und danach Kriminalistik. Nach dem Studium arbeitete er als Programmierer in einer Strafverfolgungsbehörde. In den frühen 1990er-Jahren besuchte er die University of Maryland in College Park. Am College erschuf er den Comic Igdoof, der in der Campus-Zeitung The Diamondback abgedruckt wurde. Im Jahr 1998 begann er die Ideen zu der Buchreihe Gregs Tagebuch zu entwickeln.
2009 wurde Kinney im Time-Magazin in der Liste der „100 einflussreichsten Personen der Welt“ geführt. Ebenfalls im Jahr 2009 wurde ihm die Kalbacher Klapperschlange und der Buchliebling für Gregs Tagebuch verliehen.
Er lebt in Plainville im US-Bundesstaat Massachusetts mit seiner Frau und zwei Söhnen.

## Bücher

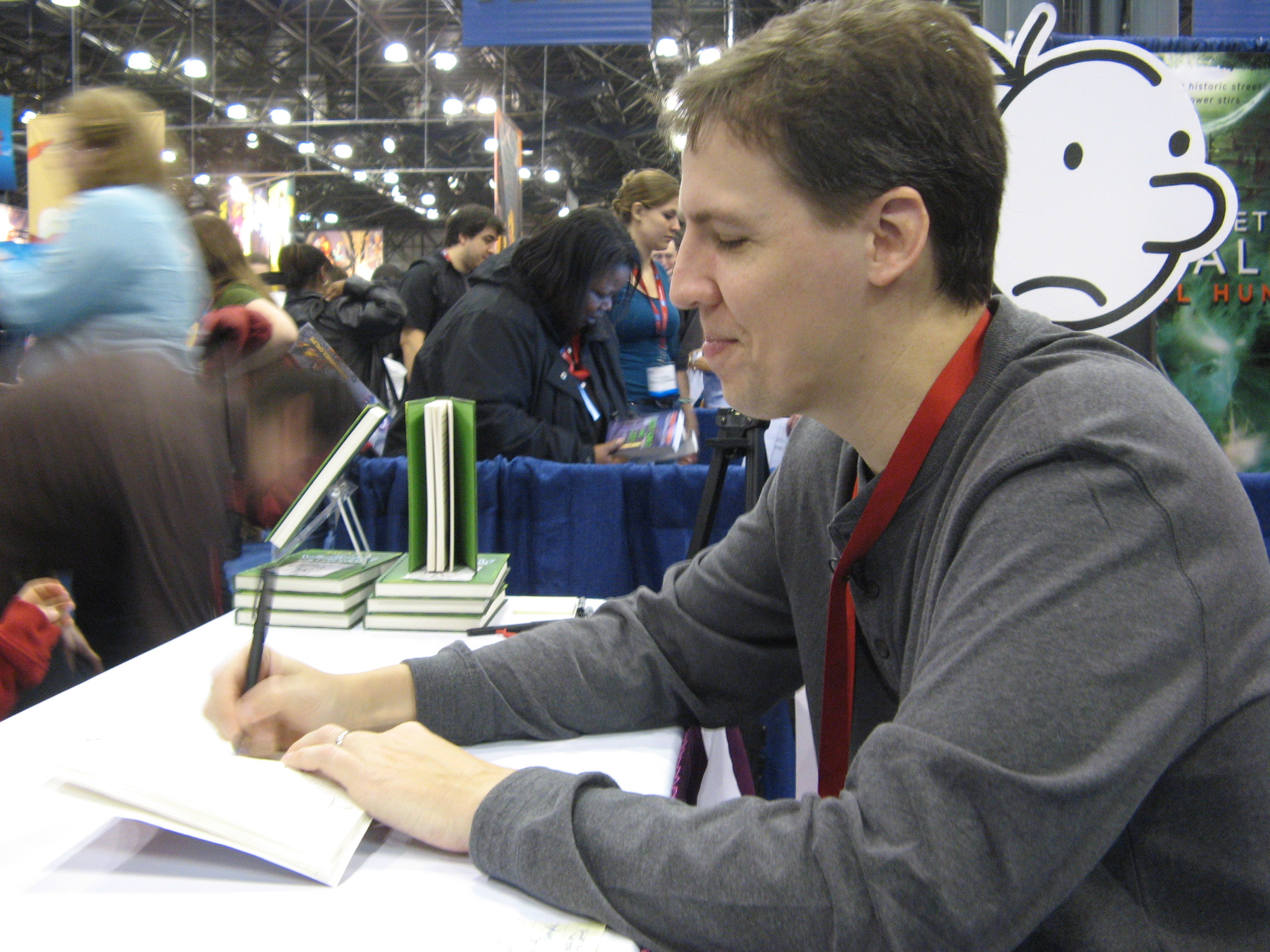
Jeff Kinney

### Igdoof
- Igdoof ! (1998).
- Igdoof and Enemies (1998).
- Igdoof’s Dream (1999).

### Gregs Tagebuch
- Jeff Kinney: Von Idioten umzingelt! In: Gregs Tagebuch. Band 1. Baumhaus Verlag, 2008, ISBN 978-3-8339-3632-6 (englisch: Diary of a Wimpy Kid. Übersetzt von Collin McMahon).
- Jeff Kinney: Gibt’s Probleme? In: Gregs Tagebuch. Band 2. Baumhaus Verlag, 2008, ISBN 978-3-8339-3633-3 (englisch: Diary of a Wimpy Kid – Rodrick Rules. Übersetzt von Collin McMahon).
- Jeff Kinney: Jetzt reicht’s! In: Gregs Tagebuch. Band 3. Baumhaus Verlag, 2009, ISBN 978-3-8339-3634-0 (englisch: Diary of a Wimpy Kid: The Last Straw. Übersetzt von Collin McMahon).
- Jeff Kinney: Ich war’s nicht! In: Gregs Tagebuch. Band 4. Baumhaus Verlag, 2010, ISBN 978-3-8339-3635-7 (englisch: Dog Days. Übersetzt von Collin McMahon).

- Jeff Kinney: Endlich berühmt! Gregs Filmtagebuch. Wie Greg zum Filmstar wurde. Baumhaus Verlag, 2010, ISBN 978-3-8339-3639-5 (englisch: The Wimpy Kid Movie Diary. Übersetzt von Collin McMahon).

- Jeff Kinney: Meine besten Freunde! Freundetagebuch mit vielen Fragen an dich. Baumhaus Verlag, 2010, ISBN 978-3-8339-3638-8 (englisch: The Wimpy Kid Friends Diary. Übersetzt von Collin McMahon).
- Gregs Tagebuch 5 – Geht’s noch? Baumhaus Verlag, 2011, ISBN 978-3-8339-3636-4.
- Gregs Tagebuch 6 – Keine Panik! Baumhaus Verlag, 2011, ISBN 978-3-8339-3637-1.
- Gregs Tagebuch 7 – Dumm gelaufen! Baumhaus Verlag, 2012, ISBN 978-3-8339-3631-9.
- Gregs Tagebuch 8 – Echt übel! Baumhaus Verlag, 2013, ISBN 978-3-8339-3649-4.
- Gregs Tagebuch 9 – Böse Falle! Baumhaus Verlag, 2014, ISBN 978-3-8339-3650-0.(Übersetzt von Dietmar Schmidt)
- Gregs Tagebuch 10 – So ein Mist! Baumhaus Verlag, 2015, ISBN 978-3-7325-1371-0.(Übersetzt von Dietmar Schmidt)
- Gregs Tagebuch 11 – Alles Käse! Baumhaus Verlag, 2016, ISBN 978-3-8339-3652-4.(Übersetzt von Dietmar Schmidt)
- Gregs Tagebuch 12 – Und Tschüss! Baumhaus Verlag, 2017, ISBN 978-3-8339-3656-2.(Übersetzt von Dietmar Schmidt)
- Gregs Tagebuch 13 – Eiskalt erwischt! Baumhaus Verlag, 2018, ISBN 978-3-8339-3659-3 (übersetzt von Dietmar Schmidt)
- Gregs Tagebuch 14 – Voll daneben! Baumhaus Verlag, 2019, ISBN 978-3-8339-0607-7 (übersetzt von Dietmar Schmidt)
- Gregs Tagebuch 15 – Halt mal die Luft an! Baumhaus Verlag, 2020, ISBN 978-3-8339-0636-7 (übersetzt von Dietmar Schmidt)
- Gregs Tagebuch 16 – Volltreffer! Baumhaus Verlag, 2021, ISBN 978-3-8339-0680-0 (übersetzt von Dietmar Schmidt)
- Gregs Tagebuch 17 – Voll aufgedreht! Baumhaus Verlag, 2022, ISBN 978-3-8339-0750-0 (übersetzt von Dietmar Schmidt)
- Gregs Tagebuch 18 – Kein Plan von nix! Baumhaus Verlag, 2023, ISBN 978-3-8339-0790-6 (übersetzt von Dietmar Schmidt)

- Ruperts Tagebuch – Zu nett für diese Welt! Baumhaus Verlag, 2019,
- Ruperts Tagebuch 2 – Ein echt wildes Abenteuer: Baumhaus Verlag, 2020
- Ruperts Tagebuch 3 – Echt unheimliche Gruselgeschichten: Baumhaus Verlag, 2021

## Hörbücher
- Von Idioten umzingelt! Lübbe Audio, 2008, ISBN 978-3-8339-5042-1 (bearbeitet, 1 CD, gelesen von Nick Romeo Reimann, 80 Min.)
- Gibt’s Probleme? Lübbe Audio, 2009, ISBN 978-3-8339-5043-8 (bearbeitet, 1 CD, gelesen von Nick Romeo Reimann, 74 Min.)
- Jetzt reicht’s! Lübbe Audio, 2010, ISBN 978-3-8339-5044-5 (bearbeitet, 1 CD, gelesen von Nick Romeo Reimann, 73 Min.)
- Ich war’s nicht! Lübbe Audio, 2010, ISBN 978-3-8339-5045-2 (bearbeitet, 1 CD, gelesen von Nick Romeo Reimann, 72 Min.)
- Geht’s noch? Lübbe Audio, 2011, ISBN 978-3-8339-5231-9 (bearbeitet, 1 CD, gelesen von Nick Romeo Reimann, 73 Min.)
- Keine Panik! Lübbe Audio, 2011, ISBN 978-3-8387-6965-3 (bearbeitet, 1 CD, gelesen von Nick Romeo Reimann, 73 Min.)
- Dumm gelaufen! Lübbe Audio, 2012, ISBN 978-3-8387-7127-4 (bearbeitet, 1 CD, gelesen von Marco Eßer, 66 Min.)
- Echt übel! Lübbe Audio, 2013, ISBN 978-3-8339-3649-4 (bearbeitet, 1 CD, gelesen von Marco Eßer, 68 Min.)
- Böse Falle! Lübbe Audio, 2014, ISBN 978-3-7857-5018-6 (bearbeitet, 1 CD, gelesen von Marco Eßer, 73 Min.)
- So ein Mist! Lübbe Audio, 2015, ISBN 978-3-7857-5158-9 (bearbeitet, 1 CD, gelesen von Marco Eßer, 75 Min.)
- Alles Käse! Lübbe Audio, 2016, ISBN 978-3-7857-4889-3 (bearbeitet, 1 CD, gelesen von Marco Eßer, 58 Min.)
- Und Tschüss! Lübbe Audio, 2017, ISBN 978-3-7857-5557-0 (bearbeitet, 1 CD, gelesen von Marco Eßer, 78 Min.)
- Eiskalt erwischt! Lübbe Audio, 2018, ISBN 978-3-7857-5713-0 (bearbeitet, 1 CD, gelesen von Marco Eßer, 79 Min.)

## Filmadaptionen
Am 20. Juli 2009 kündigte 20th Century Fox eine Filmadaptation von Kinneys Bücherserie Diary of a Wimpy Kid an. Das ursprüngliche geplante Startdatum 2. April 2010 wurde verschoben. Der Film kam am 19. März 2010 in die US-amerikanischen Kinos.
Seit dem 16. Juni 2011 lief Teil 2 in den Deutschen Kinos: Gregs Tagebuch 2 – Gibt’s Probleme? (Originaltitel: Diary of a wimpy kid 2 – Rodrick Rules), in welchem er auch einen Gastauftritt als Holly Hills Vater hat. Zwei weitere Filme folgten. 2022 erschien ein computeranimierter 3D-Film, dessen Inhalt sich auf den ersten Band von Gregs Tagebuch, Von Idioten Umzingelt, bezieht.